# Улица Гоголя (Нежин)
Улица Гоголя (укр. Вулиця Гоголя) — улица города Нежина. Пролегает от площади Ивана Франко до улицы Станислава Прощенко и площади Заньковецкой. 
Примыкают улицы Стефана Яворского, Небесной Сотни.

## История
В 17-18 веках улица начиналась от Киевских ворот (часть бывшего Московско-Киевского тракта). С 18 века называлась Московской. В 1881 году часть Московской улицы выделена в отдельную улицу под современным названием — в честь русского прозаика Николая Васильевича Гоголя. 
В 1880-1890-е годы завершилось формирование ансамбля улицы: были построены торговые лавки возле руин (остатков) городского магистрата, дом городского банка, перестроено два дома А. Ф. Кушакевича на помещение женской гимназии, кирпичный магазин и несколько деревянных лавок. В 19 — начале 20 веков на углу современных улиц Гоголя и Шевченко стояла 2-этажная гостиница Благовещенского монастыря, первый этаж, которого частично занимали магазины и фотография. В 1923-1932 годы здесь размещался Нежинский окружной исполком, с 1932 года — районный исполком. Рядом размещалась библиотека. Оба дома во время Великой Отечественной войны были разрушены и на их месте в 1950-е годы был возведён 3-этажный жилой дом № 2. В доме № 4 бывшего Купеческого собрания в 1917 году размещался первый ревком, а с 1939 года — библиотека НГУ. Рядом — церковь Иоанна Богослова, построенная в 1752 году. За ней в 19 — начале 20 века стол 2-этажный дом Дворянского собрания, где выступали любители сцены и театральные труппы. До и после войны 1-й этаж занимали магазины и столовая, 2-й — клуб пионеров. Рядом была расположена типография В. М. Меленевского, со временем известная под названием «Друкар», во время войны разрушена. В 2-этажном доме Самохиной (№ 7А) размещались частная женская гимназия Г. Ф. Крестинской, затем 2-я городская мужская гимназия, после в 1930-е годы — дом учителя. В новом доме (№ 6) размещались Нежинский горком партии и горком ЛКСМУ. В доме № 8 в январе 1919 года размещался штаб Таращанского полка. Между домами №№ 4 и 6 установлен Памятник Ю. Ф. Лисянскому, в парке Гоголя — Памятник Николаю Гоголю, памятник Л. М. Губиной, Николаевский собор (Батюка, 16). Парная сторона между улицами Яворского и Небесной Сотни занята комплексом сооружений Благовещенского монастыря — в частности домом лавок (№№ 10, 12).

## Застройка
Улица пролегает в северо-восточном направлении параллельно улицам Батюка и Богушевича. Парная и непарная стороны улицы заняты малоэтажной жилой и нежилой застройкой, комплексом сооружений Благовещенского монастыря, скверами имени Н. В. Гоголя, имени Ю. Ф. Лисянского и имени Л. Губиной.
Историческая застройка улицы конца 18 — начала 20 веков (дома №№ 2-16, 11-21) — утраченный памятник градостроения. 
Учреждения:
1. дом № 4 — Церковь Иоанна Богослова
2. дом № 4 — библиотека НГУ
3. дом № 6 (6А) — управление труда и социальной защиты
4. дом № 15 — школа № 7

Памятники архитектуры, истории или монументального искусства:
1. дом № 2 — Жилой дом — памятник архитектуры вновь выявленный
2. дом № 2А — Жилой дом — памятник архитектуры вновь выявленный
3. дом № 4 (Богушевича, 1) — Церковь Иоанна Богослова — памятник архитектуры национального значения
4. дом № 4 — Дом купеческого собрания — памятник истории местного значения и архитектуры местного значения
5. дом № 6 — Дом Литовченко — памятник архитектуры вновь выявленный
6. дом № 6 (6А) — Дом горкома КПУ — памятник архитектуры местного значения
7. дом № 7 — Жилой дом Безсмертного — памятник архитектуры вновь выявленный
8. дом № 7А — Жилой дом (Глезера) — памятник архитектуры местного значения
9. дом № 8 — Жилой дом (Дом, где размещался штаб Таращанского полка) — памятник архитектуры местного значения и истории местного значения
10. дом № 10 — Дом, где размещалась бакалейная лавка нежинского купца М. Я. Москаленко — памятник истории вновь выявленный
11. дома №№ 10, 12 — Дом лавок — памятник архитектуры местного значения
12. дом № 12 — Петропавловская церковь с колокольней — памятник архитектуры национального значения
13. дом № 13А — Магазин (Самохина) — памятник архитектуры местного значения
14. дом № 15 — Дом А. Ф. Кушакевича и городской коммерческий банк — памятник архитектуры местного значения и истории местного значения
15. дом № 15 (во дворе) — Памятный знак в честь учителей и выпускников школы, погибших в годы Великой Отечественной войны советского народа 1941-1945 гг. — памятник истории местного значения
16. сквер имени Л. Губиной — Памятник Л. Губиной — памятник монументального искусства местного значения
17. сквер имени Ю. Ф. Лисянского (между домами №№ 4 и 6) — Памятник Ю. Ф. Лисянскому — памятник монументального искусства местного значения
18. сквер имени Н. В. Гоголя — Памятник Николаю Гоголю — памятник монументального искусства национального значения
19. сквер имени Н. В. Гоголя — Братская могила работников Нежинской милиции — 04.06.2019 снят с государственного учёта — истории местного значения

Утраченные памятник архитектуры:
1. дом № 6А — Дворянский клуб
2. дом № 6 — Дом Быковой
3. дом № 6 — Дом Гольдина
4. дом № 11 — Магазин Рапопорта
5. дом № 12 — Колокольня Благовещенского монастыря
6. дом № 14 — Магазин Древинского и Белькевича
7. дом № 16 — Городской магистрат (1762 год) — утрачен в 1836 году
8. дом № 16 — Торговые лавки городского магистрата
9. дом № 17 — Магазин Тараховского
10. дом № 19 — Колокольня Николаевского собора
11. дом № 21 — Магазин